# Escudos de Barcelona (escultura)

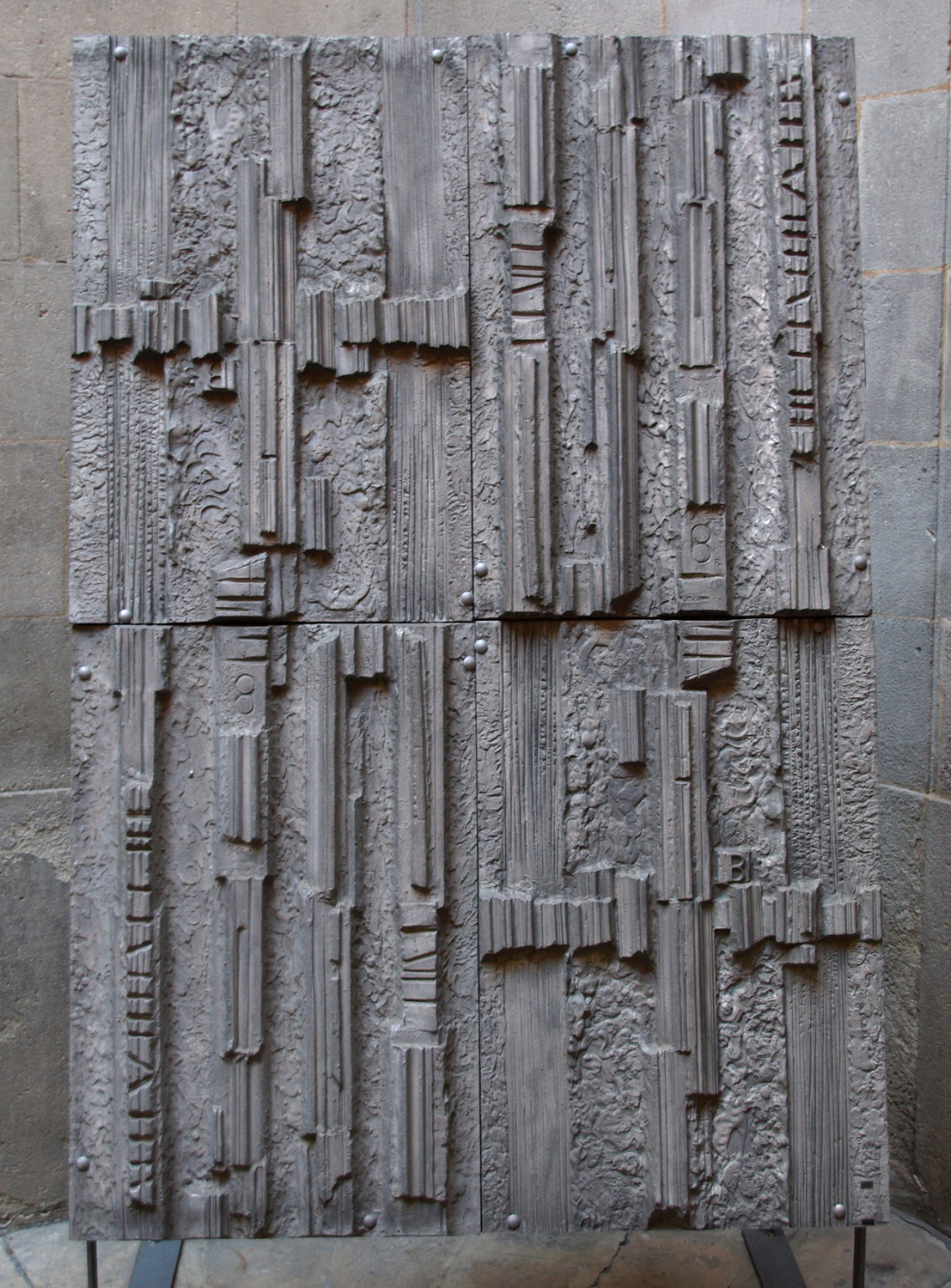
Uno de los escudos de Barcelona del escultor Subirachs, en el vestíbulo de la Casa de la Ciudad de Barcelona.

Escudos de Barcelona es una escultura del artista español Josep María Subirachs del año 1966, consistente en doce versiones del escudo de la ciudad de Barcelona realizadas en aluminio y de 185 x 124 cm cada uno, encargo que recibió para decorar la fachada del edificio "Novísimo" de la Casa de la Ciudad en la plaza de Sant Miquel.
En el año 2001, el Ayuntamiento de Barcelona, derrocó las últimas cuatro plantas de dicho edificio, para adaptarlo a las normas urbanísticas del casco antiguo de la ciudad. Los más de noventa escudos desmontados fueron a instituciones, empresas y particulares que los adquirieron y con lo que se recaudó, se destinó, de acuerdo con Subirachs, al arreglo del Fossar de les Moreres y la realización e instalación en el mismo lugar de un pebetero de acero diseñado por Albert Viaplana.